# Gerhard Stoltenberg

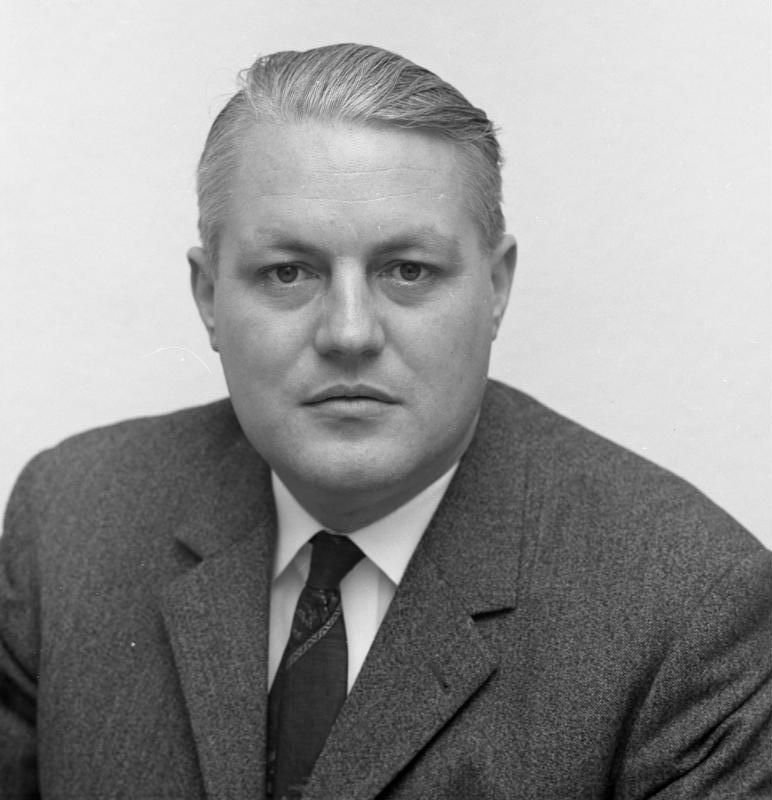
Gerhard Stoltenberg

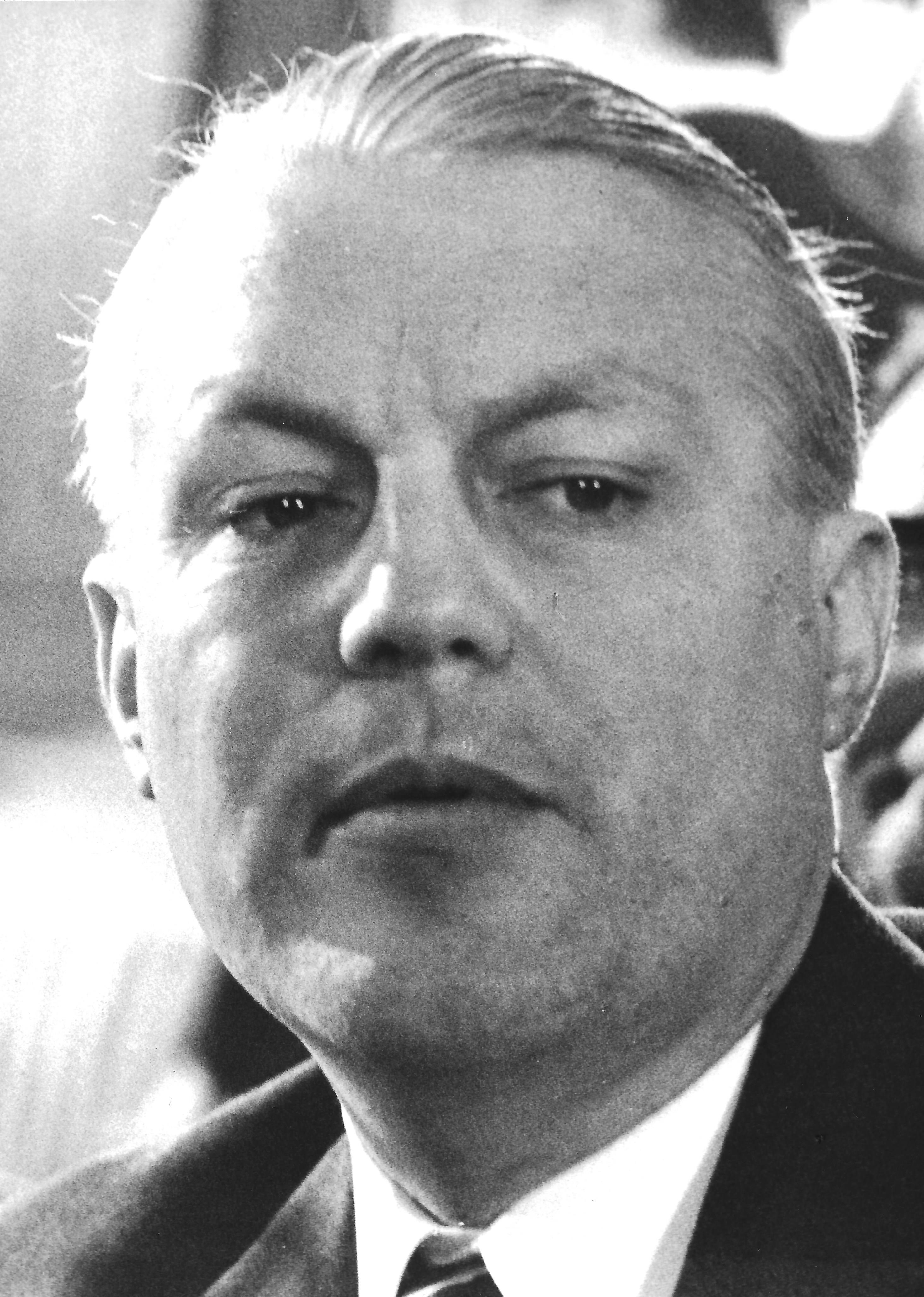
Gerhard Stoltenberg 1971

Gerhard Stoltenberg (Kiel, 29 de setembro de 1928 — Bad Godesberg, 23 de novembro de 2001) foi um político alemão e ministro-presidente do estado de Schleswig-Holstein.